# Jonathan Jacob Meijer
Jonathan Jacob Meijer (sinh 1981/1982) là một nghệ sĩ người Hà Lan và một người hiến tinh trùng, hiện đang sinh sống tại Kenya vào năm 2023. Cho đến tháng 4 năm 2023, ước tính anh đã là cha đẻ của từ 500 đến 600 đứa trẻ.

## Hiến tặng tinh trùng
Meijer bắt đầu hiến tinh trùng từ năm 2007.
Năm 2017, Meijer bị cấm hiến tinh trùng cho các phòng khám Hà Lan sau khi Hội đồng Sản khoa và Phụ khoa Hà Lan tiết lộ anh là cha của hơn 100 đứa trẻ tại 11 phòng khám khác nhau. Quỹ Trẻ em Sinh ra từ Người hiến tinh trùng Hà Lan xác định rằng, ngoài 102 đứa trẻ được sinh ra từ các phòng khám, ít nhất 80 đứa trẻ khác ở Hà Lan cũng là con của anh thông qua các thỏa thuận riêng tư.
Sau khi bị cấm ở Hà Lan, Meijer tiếp tục hiến tinh trùng cho các phòng khám quốc tế như Cryos International, cũng như các trang web tư nhân.
Năm 2023, Tổ chức Donorkind đã khởi kiện Meijer, yêu cầu hành động từ tòa án do lo ngại về việc các em bé có thể không biết mình có quan hệ huyết thống với nhau và vi phạm giới hạn 25 đứa trẻ của Hà Lan. Bào chữa của Meijer cho rằng anh ta chỉ muốn giúp đỡ cho những cặp vợ chồng vô sinh, và một quyết định chống lại anh ta sẽ tương đương với việc thiến về mặt pháp lý. Meijer cho biết trước tòa rằng hiện tại anh chỉ hiến tặng tinh trùng cho các bậc cha mẹ đã sinh được một đứa con với anh. Vào tháng 4 năm 2023, tòa án Hà Lan đã ra lệnh cho Meijer dừng việc hiến tặng tinh trùng và áp đặt một khoản phạt 100.000 Euro cho mỗi hành vi vi phạm trong tương lai. Ngoài ra, tòa cũng yêu cầu Meijer yêu cầu phá hủy tinh trùng được lưu trữ bởi các phòng khám, trừ khi chúng được giữ dành cho cha mẹ của trẻ em được thụ thai bởi tinh trùng của anh. Tòa án đã xác định rằng Meijer đã "cố ý cung cấp thông tin sai lệch" về số lượng trẻ em mà anh đã là cha đẻ cho các người nhận tặng tinh trùng. Tòa án nhận thấy rằng điều này đã tạo ra một "mạng lưới họ hàng lớn, với hàng trăm anh em ruột bán thân" và rằng "điều này có khả năng gây ra tổn thương tâm lý đủ mạnh" cho trẻ em.